# 개선문

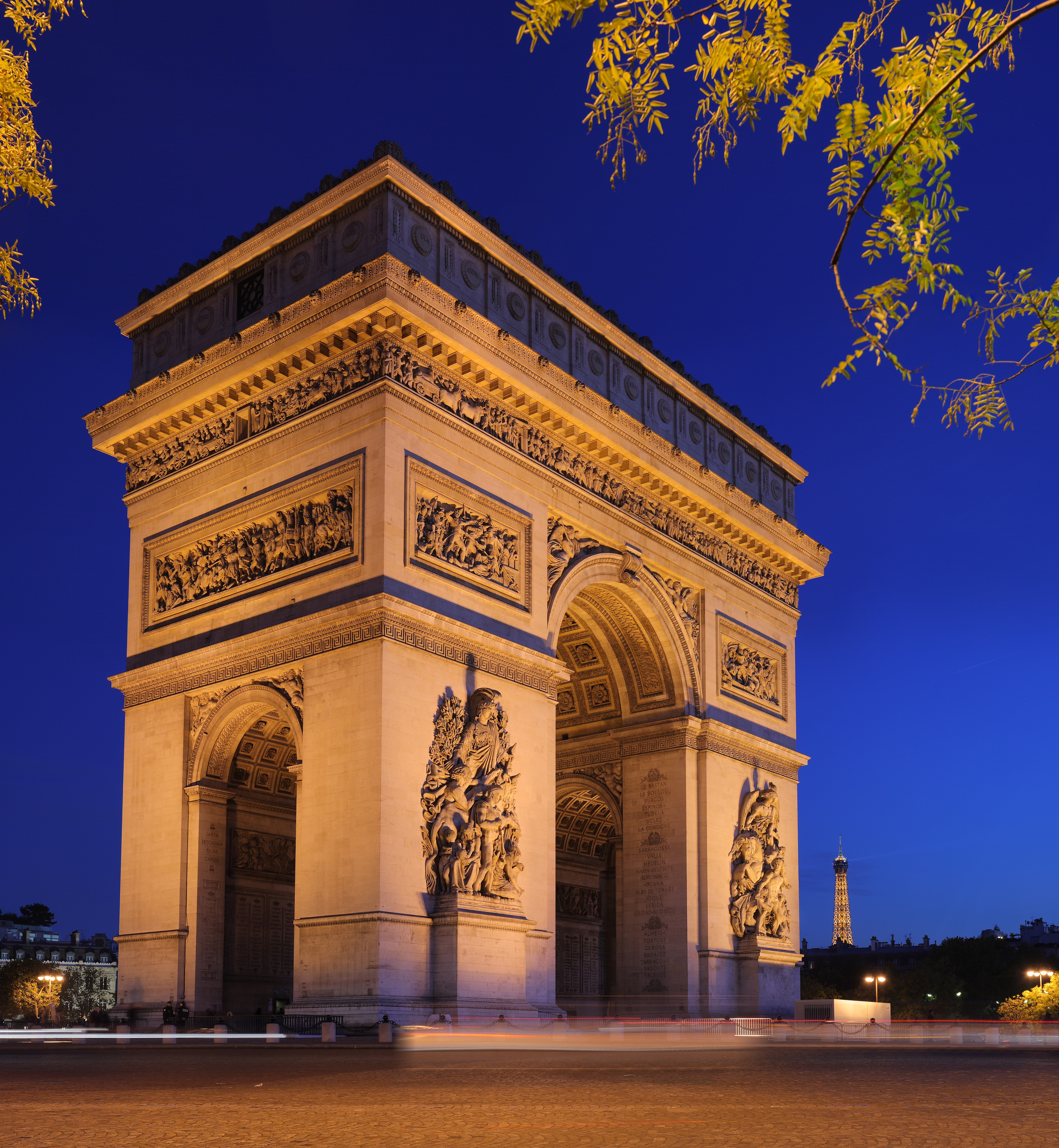
파리의 에투알 개선문.

개선문(凱旋門, Triumphal Arch)은 전쟁터에서 승리해 돌아오는 황제 또는 장군을 기리기 위하여 세운 문을 말하며, 일반적으로 개인 또는 국민이 이룩한 공적을 기념할 목적으로 세운 대문 형식의 건조물을 말한다.
기원에 대해서는 기념군상(記念群像)의 대좌(臺座)가 발전한 것이라고 보는 견해도 있고, 구조물의 주체를 이룬 아치는 이탈리아 에트루리아의 도시문(都市門)에서 유래된 것이라고 보는 설도 있으나, 개선식장으로 향하여 가는 길에 만들어 꾸민 장식에서 점차 항구적인 독립 건축물이 되었다는 것이 일반론이다. 이러한 기념문은 고대 로마에 많이 세워졌는데, 아치형의 통로인 공랑(拱廊)에 원주(圓柱) 등을 배치하여 조각으로 장식한 본격적인 형식을 취하기 시작한 시기는 제정 로마의 초기로 추정된다.
기본적인 형식은 큰 아치 하나로 된 단공식(單拱式)과 그 좌우에 작은 아치를 곁들인 삼공식(三拱式) 등이 있으며, 단공식은 로마의 티투스 개선문과 같은 것이고, 삼공식은 로마의 콘스탄티누스 개선문과 같은 것이다. 여기에서 더 나아가 공랑을 십자형으로 교차하여 4면에 아치를 설치한 형식도 있었다.
이러한 전례를 모방하여 후세에 와서, 특히 근대에 국가주의가 대두하게 되자, 유럽 여러 곳에서 개선문을 세웠다. 파리의 에투알 개선문과 카루젤 개선문, 도리스식 원주를 배열한 베를린의 브란덴부르크 개선문 등은 대표적인 예이다.

## 세계의 개선문

### 대한민국
- 독립문

### 감비아
- 하이서유니(반줄)

### 그리스
- 갈레리우스의 개선문, 테살로니키
- 하드리아누스의 개선문(아테네)

### 독일
- 브란덴부르크 개선문(베를린)
- 뮌헨 승리개선문(뮌헨, 1843년 ~ 1850년)

### 라오스
- Patuxay, Vientiane

### 러시아
- 나르바 개선문(상트페테르부르크)
- 코사크 개선문(노보체르카스크)
- 모스크바 개선문(상트페테르부르크)
- 붉은 문(모스크바)
- 오를로프 문(가치나)
- 포클로나야 봉 개선문(모스크바 쿠투좁스키 대로)

### 루마니아
- 개선문, 부쿠레슈티

### 리비아
- 티베리우스 개선문, 렙티스마그나
- 셉티무스 세베루스 개선문, 렙티스마그나

### 미국
- Grand Army Plaza, 브룩클린
- Soldiers and Sailors Memorial Arch, Grand Army Plaza, 브룩클린
- Monumental Arch, 텍사스 (1987-1990)
- Washington Square, 뉴욕
- Newport News Victory Arch, Newport News, Virginia

### 벨기에
- Arch of the Cinquantenaire, 브뤼셀 (1880년 ~ 1905년 사이에 건립)
- 메닌 개선문, 이프르

### 시리아
- Arch of Septimus Severus, 라타키아
- Palmyra

### 아일랜드
- 퓨질리어 개선문(더블린 성 스티븐 공원)

### 알제리
- 타무가스, 트라이아누스 개선문. 고대 로마 식민지 풍으로 일부 복원되었다.

### 에스파냐
- 개선문(바로셀로나)
- 개선문(그라나다)
- 개선문(마드리드 독립의 광장)

### 영국
- 대리석 개선문(런던)
- 웰링턴 개선문(런던 하이드 파크 구역)

### 오스트리아
- 하이덴 개선문(카르눈툼의 로마식 개선문)
- 승리의 개선문(인스브루크)
- 성문(빈)

### 우크라이나
- 카트린 대제 개선문(노브호로드-시베르스키)

### 이라크
- 승리의 손, 바그다드

### 이탈리아
- 트라이아누스 개선문(113년에 세워짐)
- 아우구스탄 개선문(아오스타)
- 트라야누스 개선문(베네벤토)
- 캄파노 개선문(카푸아)
- 아우구스투스 개선문(파노)
- 로렌 가문 개선문(피렌체)
- 아크로 델라 파체(밀라노, 1807년부터 1838년)까지 건설)
- 아우구스투스 개선문(리미니)
- 콘스탄틴 개선문(로마, 312년부터 315년까지 건설)
- 드루수스 개선문(네로황제에게 바쳐짐)
- 갈리에누스 개선문(로마)
- 셉티무스 세베루스 개선문(로마)
- 티투스 개선문(로마)
- 수사 개선문(수사, 기원전 7세기에 세워졌음)
- 가비 개선문(베로나)

### 인도
- 인도 문, 뉴델리
- 인도의 대문, 뭄바이

### 조선민주주의인민공화국
- 개선문

### 크로아티아
- 세르기우스 개선문(이스트리아 풀라)

### 터키
- Anazarbus

### 프랑스
- Carpentras
- Dijon: Porte Guillaume
- 마르세유: Porte d'Aix (1825)
- 몽펠리에: Porte du Peyrou (1692)
- 낭시: on Place Stanislas
- Nevers: Porte de Paris
- Orange
- 파리:
  - 에투알 개선문(Arc de Triomphe) (1806-1836)
  - 카루젤 개선문(Arc de Triomphe du Carrousel) (1806-1808)
  - 그랑다르슈(Grande Arche), 라데팡스(La Défense) (1982-1989)
  - Porte Saint-Denis
  - Porte Saint-Martin
- Pontarlier
- Reims: Porte de Mars
- Saint Rémy de Provence: Roman site of Glanum
- Saintes: Arch of Germanicus

## 같이 보기
- 석비
- 패방